# 衰變鏈

鈾衰變鏈

在核科學中，衰變鏈指的是放射性母核素與其衰變形成的一連串子核素所組成的一系列衰變流程。大多數放射性核素並不會直接衰變成穩定的子核素，而是經過一連串的衰變後，最終達到穩定核素為止，這一系列衰變過程稱作該母核素的衰變鏈，而最終形成的穩定核素則稱作該衰變鏈的終點。
衰變階段的名稱取決於它與前後階段的關係。“母核素”衰變後產生“子核素”。子核素有可能是穩定的，但也可能是不穩定的放射性核素，會繼續衰變形成下一個子核素。子核素的子核素稱為第二代子核素。
單獨一個母原子衰變成一個子原子的時間不定，不但在不同核素的母子原子對中有所不同，而且在同一種核素的母子衰變反應中也有差異。單個原子的衰變是瞬時發生的，但是最初一堆原子在經過時間t後的衰變則由指數分布e−λt表示，當中的λ稱為衰變常數。正因為衰變的指數特徵，因此每一種放射性核素都有其半衰期。起初一定數量的相同放射性核素在經過半衰期後，其中的一半會衰變成子核素。放射性核素的半衰期沒有已知的時間上下限，範圍可以到55個數量級，實驗已經測定了數千種放射性核素的半衰期，從幾乎馬上衰變到1024年以上不等。
自然界中，衰變鏈中間的衰變階段往往比最初放射性母核素的衰變具有更強的放射性。當達至平衡之後，第二代子核素的量與其半衰期長度成正比。不過由於其活躍性與半衰期成反比，任何在衰變鏈中的核素最終都會達到母核素的放射水平。例如，天然鈾的放射性並不特別高，但是瀝青鈾礦的放射性卻是它的13倍，因為礦中還包含鐳等半衰期更短、放射性更強的子核素。除了鐳明顯較高的放射性之外，鈾衰變鏈中的下一步會產生氡。氡是一種放射性很強的重惰性氣體，會囤積在含有釷或鈾的岩石附近的空隙中，如地下室和礦井裡。長期接觸氡氣是導致非吸煙者患上肺癌的最主要原因。

## 種類

文中提到的四條衰變鏈：釷（4n，藍色）、錼（4n+1，紫色）、鈾（4n+2，紅色）、和錒（4n+3，綠色）。

最常見的三種放射性衰變為：α衰變、β衰變（包括β-衰變、β+衰變和逆β衰變）及γ衰變。其中只有α衰变會改變原子核的質量數（A），並必定把質量數減少四個單位。因此，所有發生α衰變的母核素與其衰變產物的質量數除以四後都會有相同的餘數（0、1、2或3），因此可依此將所有核素分為四類，任何可能是衰變鏈成員的核素都必定源自四條衰變鏈之一。由於α粒子就是氦-4的原子核，四條鏈的衰變過程都會產生氦-4。
目前自然界中尚存有三條主要衰變鏈，分別稱作釷衰變系、鈾衰變系（或稱鐳衰變系）和錒衰變系。這些衰變鏈中的每個核素的質量數可以分別表示為A = 4n、A = 4n + 2和A = 4n + 3。這三條衰變鏈的長壽母核素分別為釷-232、鈾-238和鈾-235，在地球形成的時候便已存在。這三條衰變鏈的最終產物皆為鉛的不同穩定同位素。
由於第四條衰變鏈錼衰變系（A = 4n + 1）的母核素錼-237的半衰期較短（214万年），遠小於地球的年齡，因此這條鏈已經在自然界中衰變殆盡，只剩下最後的限速階段，也就是鉍-209的衰變。這條衰變鏈的最終產物為穩定的鉈-205。某些較老的文獻把鉍-209列為最終產物，但是2003年的研究指出該核素具有極微弱的放射性，其半衰期長達2.01×1019 年。現今自然界中仍然存在著痕量的錼-237及其衰變產物，這些錼-237是由鈾礦中的鈾-238俘獲中子產生的。
另外自然界中也有許多較輕放射性核素的衰變鏈，如矽-32、鍶-90等的衰變鏈。這些衰變鏈的初始核素大部分是由宇宙射線產生的，也有一些是1945年以來世界各國的核試驗所釋放出的。這些較輕的放射性核素幾乎都以β-衰變或β+衰變為主要衰變模式，直到最終衰變為穩定核素。

## 外部連結
- Decay chains （页面存档备份，存于）
- Government website listing isotopes and decay energies
- National Nuclear Data Center （页面存档备份，存于）  Freely available databases that can be used to check or construct decay chains.  Fully referenced.
- The Live Chart of Nuclides - IAEA  with decay chains
- Decay Chain Finder （页面存档备份，存于）